# آري فري سكورسون
آري فري سكورسون (Ari Freyr Skúlason) (14 مايو 1987 في ريكيافيك في آيسلندا – )؛ هو لاعب كرة قدم كان يلعب كلاعب وسط. يلعب مع منتخب آيسلندا لكرة القدم منذ عام 2009.

## مسيرته الكروية
لعب آري فري سكورسون خلال مسيرته الاحترافية مع 6 أندية في سبعة عشر موسمًا وسجل خلالها 52 هدفًا ضمن 381 مباراة. حيث فاز في موسم واحد بالكأس ولم يفز بأي دوري.
خاض آري فري سكورسون مسيرته مع نادي فالور في عامي 2005-2007 ولمدة موسمين، مشاركًا في 11 مباراة سجل خلالها هدفًا واحدًا. ثم انتقل إلى نادي هكن في عامي 2006-2008 ولمدة موسمين، حيث شارك في 28 مباراة سجل خلالها هدفين. لينتقل بعدها إلى نادي سوندسفال ‏ في موسم 2008 ليلعب معه ستة مواسم، مشاركًا في 149 مباراة سجل خلالها 29 هدفًا. ثم انتقل إلى نادي أودنسه في موسم 2013–14 واستمر معه طيلة ثلاثة مواسم، مشاركًا في 89 مباراة سجل خلالها 7 أهداف. هذا وانتقل لاحقًا إلى نادي لوكيرين في موسم 2016–17 واستمر معه طيلة ثلاثة مواسم، مشاركًا في 82 مباراة سجل خلالها 10 أهداف. ثم انتقل بعدها إلى نادي أوستينده في موسم 2019–20 لمدة موسم واحد، مشاركًا في 22 مباراة سجل خلالها 3 أهداف.

## وصلات خارجية
- آري فري سكورسون على موقع الاتحاد الدولي (مؤرشف)  (الإنجليزية)
- آري فري سكورسون على موقع الاتحاد الأوربي (الإنجليزية)
- آري فري سكورسون على موقع اتحاد السويد (السويدية)
- آري فري سكورسون على موقع قاعدة بيانات كرة القدم.إي يو (الإنجليزية)
- آري فري سكورسون على موقع ناشيونال فوتبول تيمز (الإنجليزية)
- آري فري سكورسون على موقع Soccerway.com (الإنجليزية)
- آري فري سكورسون على موقع عالم كرة القدم.نت (الإنجليزية)
- آري فري سكورسون على موقع AS.com (الإسبانية)